# Terres de Druance
Terres de Druance é uma comuna francesa na região administrativa da Normandia, no departamento de Calvados. Estende-se por uma área de 37,19 km². Em 2010 a comuna tinha 1 945 habitantes (densidade: 52,3 hab./km²).
A municipalidade foi estabelecida em 1 de janeiro de 2017 e consiste na fusão das antigas comunas de Lassy, Saint-Jean-le-Blanc e Saint-Vigor-des-Mézerets. A comuna tem sua prefeitura em Lassy.